# Prehransko dopolnilo
Prehranska dopolnila so živila in dodatki, katerih namen je dopolnjevati običajno prehrano in dodajati hranilne snovi v naše telo. So koncentrirani viri posameznih ali kombiniranih hranil ali drugih snovi s hranilnim ali fiziološkim učinkom, ki se dajejo v promet v obliki kapsul, pastil, tablet in drugih podobnih oblikah, v vrečkah s praškom, v ampulah s tekočino, v kapalnih stekleničkah in v drugih podobnih oblikah s tekočino in praškom, ki so oblikovane tako, da se jih lahko uživa v odmerjenih majhnih količinskih enotah z visoko koncentracijo. 
Prehranska dopolnila lahko vsebujejo tudi aminokisline, maščobne kisline, vlaknine, rastline in rastlinske izvlečke, mikroorganizme ter druge snovi s hranilnim ali fiziološkim učinkom, pod pogojem, da je njihova varnost v prehrani ljudi znanstveno utemeljena. Prehranska dopolnila, ki vsebujejo rastline in rastlinske izvlečke morajo biti v skladu s predpisom, ki ureja razvrstitev zdravilnih rastlin. Danes so na voljo dodatki v različnih oblikah, vključno s tabletami, kapsulami, žvečilnimi gumiji in praški ter pijačami in energijskimi ploščicami.
Prehranska dopolnila lahko vsebujejo tiste zdravilne rastline, ki se lahko uporabljajo tudi kot živila, če se uporabljajo deli rastlin v določeni stopnji rasti (dozorelosti). Za izdelke, ki vsebujejo visoko koncentrirane in visoko prečiščene ekstrakte iz teh rastlin, je treba pridobiti mnenje organa, pristojnega za zdravila..
Prehranska dopolnila, ki vsebujejo vitamine in minerale, morajo vsebovati odmerke, manjše od tistih, ki se jih sme tržiti le kot v zdravilih. .
V ZDA so prehranska dopolnila definirana širše, tako da vključujejo tudi vsa zdravila rastlinskega izvora.
Od zdravil se prehranska dopolnila razlikujejo tudi po tem, da jim ne pripisujemo zdravilnih učinkov. Meja med »hranilnim in fiziološkim učinkom« ter »zdravilnim učinkom« ni popolnoma jasna. Ker zakonodaja za prehranska dopolnila določa bistveno milejše kriterije o kakovosti, kot so le-ta pri zdravilih, skušajo proizvajalci včasih zdravila tržiti kot prehranska dopolnila. Spori se včasih rešujejo tudi na najvišjih sodiščih.
Prehranskim dopolnilom sorodna skupina izdelkov so funkcionalna živila. To so živila, ki se od ostalih podobnih živil razlikujejo po tem, da jim lahko zaradi povečane vsebnosti posameznih snovi (ali zmanjšane količine npr. soli ali holesterola), lahko pripisujemo vpliv na zdravje.

## Primeri
Najpogostejše skupine prehranskih dopolnil so:
- vitamini
  - folna kislina
  - hipervitaminoze
  - vitamin K
- vitaminoidi
  - koencim Q10
- minerali
- lipidi
  - esencialne maščobne kisline
  - fitosteroli
- bromelain
- esencialne aminokisline
- prehranske vlaknine
  - inulin
  - pektin
  - Beta-glukan
- probiotiki
- raztopine za peroralno rehidracijo
- antioksidanti
- fitinska kislina
- pripravki za hujšanje
- hormoni
  - melatonin
- matični mleček
- kolostrum
- glukozamin